# Calophaca pskemica
Calophaca pskemica là một loài thực vật có hoa trong họ Đậu. Loài này được Gorbunova miêu tả khoa học đầu tiên.